# Rollingstone (Minnesota)
Rollingstone – miasto w Stanach Zjednoczonych, w stanie Minnesota, w hrabstwie Winona.